# Mario Pomilio
Mario Pomilio, né le 14 janvier 1921 à Orsogna et mort le 3 avril 1990  à Naples, est un journaliste, essayiste, homme politique et écrivain italien du XXe siècle.

## Biographie
Mario Pomilio a remporté le prix Strega (1983) pour Il Natale del 1833 (Rusconi), le prix Campiello (1965) pour La compromissione, et, en France, le prix du Meilleur Livre étranger (1977), pour Le Cinquième Évangile (Il quinto evangelio), dont la traduction française a été publiée chez Fayard.
Il a été député européen de 1984 à 1989 pour la Démocratie chrétienne (comme indépendant), après avoir milité pour le Parti socialiste italien.

## Œuvres
- L'uccello nella cupola, Milan, Bompiani, 1954, Prix Marzotto “opera prima” (première œuvre), 1954;
- Il testimone, Milan, Massimo, 1956, Prix Napoli, 1956;
- Il nuovo corso, Milan, Bompiani, 1959, Prix Napoli 1959 ex-aequo;
- La compromissione, Florence, Vallecchi, 1965, Prix Campiello, 1965;
- Contestazione, Milan: Rizzoli
- Il cimitero cinese, Milan, Rizzoli, 1969;
- Il quinto evangelista, Milan, Rusconi, 1974, Prix Flaiano, 1974;
- Il quinto evangelio, Milan, Rusconi, 1975, Prix Napoli, 1975
- Il cane sull'Etna, frammenti d'una enciclopedia del dissesto, Milan, Rusconi, 1978;
- Scritti cristiani, Milan, Rusconi, 1979;
- La formazione critico-estetica di Pirandello, L'Aquila, M. Ferri, 1980;
- Opere saggistiche di Mario Pomilio, L'Aquila, M. Ferri, 1980;
- Il Natale del 1833, Roma, Gabriele et Mariateresa Benincasa, 1983, Prix Strega et Prix Fiuggi 1983;
- Edoardo Scarfoglio, Naples, Guida, 1989;
- Una lapide in via del Babuino, avec un essai de Giancarlo Vigorelli, Milan, Rizzoli, 1991;
- Emblemi, poesie 1949-1953, dirigé par Tommaso Pomilio, Naples, Cronopio, 2000;
- Abruzzo la terra dei santi poveri, raccolta di scritti abruzzesi, dirigé par Dora Pomilio et Vittoriano Esposito, L'Aquila, Ufficio stampa del Consiglio regionale dell'Abruzzo, 1997.